# Nurul Sriyankem
Nurul Sriyankem (thailändisch อดิศักดิ์ ไกรษร, * 8. Februar 1992 in Phatthalung), auch als Nu (thailändisch นู) bekannt, ist ein thailändischer Fußballspieler.

## Karriere

### Verein
Nurul Sriyankem erlernte das Fußballspielen in der Schulmannschaft des Assumption College in Si Racha sowie in der Jugendabteilung des Erstligisten Chonburi FC in Chonburi. Hier unterschrieb er 2010 auch seinen ersten Profivertrag der bis 2017 lief. Die Saison 2011 wurde er an Kasem Bundit University FC (Hinserie) und Hat Yai FC (Rückserie)ausgeliehen. 2013 wurde er für die Rückserie an den Ligakonkurrenten Chiangrai United nach Chiangrai ausgeliehen, wo er 12 Spiele absolvierte. Nach 115 Spielen für Chonburi ging er 2018 nach Bangkok und unterschrieb einen Vertrag beim Erstligisten Port FC. 2019 stand er mit Port im Finale des FA Cup, dass Port mit 1:0 gegen den Erstligisten Ratchaburi Mitr Phol aus Ratchaburi gewann. 2020 schloss er sich auf Leihbasis dem Ligakonkurrenten Ratchaburi Mitr Phol aus Ratchaburi an. Nach sechs Erstligaspielen kehrte er Ende 2020 zu Port zurück. Im Dezember 2022 wurde er an den Zweitligisten Customs United FC ausgeliehen. Mit dem Verein aus Samut Prakan wurde man am Ende der Saison 2022/23 Tabellendritter und qualifizierte sich somit für die Aufstiegsspiele zur ersten Liga. Hier musste man sich jedoch im Finale gegen den Uthai Thani FC geschlagen geben. Nach der Ausleihe kehrte er im Sommer 2023 zum Port FC zurück. Nach zwei Ligaspielen in der Hinrunde 2023/24 wechselte er im Januar 2024 auf Leihbasis zum ebenfalls in der ersten Liga spielenden Chonburi FC. Am Ende der Saison 2023/24 belegte er mit Chonburi den 14. Tabellenplatz und musste somit in die zweite Liga absteigen. Nach dem Abstieg kehrte er nach Bangkok zurück. Im Sommer 2024 wechselte er zum Zweitligisten Chiangmai United FC. Nach einer Spielzeit, in der er 22 Ligaspiele bestritt, wurde sein Vertrag im Sommer 2025 nicht verlängert.

### Nationalmannschaft
Von 2012 bis 2015 spielte Nurul Sriyankem 11 Mal in der U23-Nationalmannschaft. Von 2014 bis 2018 spielte er 15-mal für die thailändische Nationalmannschaft. Sein Debüt in der Nationalmannschaft gab er am 25. Mai 2014 in einem Freundschaftsspiel gegen Kuwait im Rajamangala Stadium in Bangkok, das 1:1 endete.

## Erfolge

### Verein
Port FC
- Thailändischer Pokalsieger: 2019

### Nationalmannschaft
Thailand U-23
- Sea Games: 2015